# Односи Србије и Палауа
Односи Србије и Палауа су билатерални односи Палауа и Србије. Обе нације су чланице Уједињених нација. Две земље сарађују преко својих нерезидентних амбасада у Токију.

## Историја
Током периода Хладног рата, СФР Југославија је била једна од почетних држава чланица Специјалног комитета за деколонизацију, где је заједно са Индијом ова земља критиковала одбијање административних овлашћења територија под уверењем Уједињених нација (укључујући и у случају повереничке територије Пацифичких острва) да сарађују са органима.
Почетни подстицај за унапређење билатералних односа две земље дошао је са састанка министра спољних послова Србије Ивице Дачића и председника Палауа Томаса Ременгесауа Млађег на Седамдесет трећој седници Генералне скупштине Уједињених нација на којој су усаглашени билатерални састанци.
Формални билатерални односи између две државе успостављени су у јануару 2019. током прве посете Београду председника Палауа Томаса Ременгесауа Млађег. Између осталих званичника, председник Палауа се састао са председником Србије Александром Вучићем, председницом Владе Србије Аном Брнабић, председницом Народне скупштине Србије Мајом Гојковић и министром спољних послова Ивицом Дачићем. Српске власти одлучиле су да укину визе за грађане Палауа уочи посете.
Односи су успостављени у контексту одлуке Палауа да повуче признање Косова која је уследила након исте одлуке Папуе Нове Гвинеје, Соломонских Острва и неких других земаља. Палау је првобитно признао Косово у марту 2009. као 56. држава која је то учинила. Палау је признао Косово током посете председника Џонсона Торибионга Сједињеним Државама, земљи са којом је Палау потписао Пакт о слободном удруживању након што је територија под уверењем Пацифичких острва стекла независност 1994. Радио Слободна Европа довео је у питање улогу Русије у одлуци Палауа из 2019. године, а српски министар Дачић је негирао њихову директну улогу. Председник Палауа је изјавио да је његова земља одлучила да преиспита ранији став да призна Косово и позвао на наставак свеобухватног дијалога. Министарство спољних послова Косова прво је медијима демантовало одлуку Палауа, док је српска страна одбила да коментарише уочи званичног билатералног састанка.
Министар спољних послова Србије Ивица Дачић изразио је самокритику и жаљење што после смрти Јосипа Броза Тита и распада Југославије његова земља није успела да одржи пријатељске односе са пацифичким народима. Докторка Нина Марковић, предавач на Универзитету Маквори, изразила је уверење да ће формални односи донети подршку Србији пацифичким нацијама у оквиру форума Уједињених нација о питањима која се тичу ефеката климатских промена на острвске земље. У билатералном сусрету две земље су истакле значај заједничке посвећености заштити животне средине. Пошто су обе земље ратификовале Париски споразум 2015. и обе земље учествују у раду Програма Уједињених нација за животну средину, председник Палауа је изразио уверење да Србија може да пружи значајну подршку његовој земљи како на мултилатералном нивоу, тако и директним ангажовањем. Такође је препознао резултате Србије у управљању чврстим отпадом, што представља озбиљан проблем у његовој земљи.
Два председника поново су се састала у Њујорку 25. септембра 2019. године где су истакли потребу за даљом сарадњом у мултилатералним организацијама. Министар омладине и спорта Србије Вања Удовичић учествовао је на свечаности поводом обележавања 25. годишњице независности од 29. септембра до 4. октобра 2019. године. Српски министар, и сам бивши ватерполиста, посетио је ватерполо репрезентацију Палауа где је одиграо утакмицу са локалном репрезентацијом. Током посете Србија је обећала 600.000 долара за помоћ Палауу око одржавања конференције Наш океан.
Заједно са још осам земаља, Србија и Палау предложиле су Унеско-у за дневни ред 214. седнице Извршног одбора тог тела. Исте године нерезидентна амбасадорка Србије у Палау Александра Ковач присуствовала је конференцији Наш океан коју је Палау организовао заједно са Сједињеним Државама након што је догађај првобитно одложен због пандемије Ковида-19. Током конференције амбасадор Ковач се састала са председником Сурангелом Випсом Млађим и Томијем Ременгесауом, председником Представничког дома Сабином Анастацијом, министрима Густавом Аитаром и Џафаром Ухербелауом, председником сенатског одбора за спољне послове Мејсоном Випсом и председником и секретаром Националног комитета Френком Кјотом и Баклај Теменгилом.